# Monte Sinaí Dos
Monte Sinaí Dos är en ort i Mexiko.   Den ligger i kommunen Cintalapa och delstaten Chiapas, i den sydöstra delen av landet, 600 km sydost om huvudstaden Mexico City. Monte Sinaí Dos ligger 1 363 meter över havet och antalet invånare är 224.
Terrängen runt Monte Sinaí Dos är kuperad. Runt Monte Sinaí Dos är det ganska glesbefolkat, med 26 invånare per kvadratkilometer. Närmaste större samhälle är Esperanza de los Pobres, 13,2 km sydost om Monte Sinaí Dos. I omgivningarna runt Monte Sinaí Dos växer huvudsakligen savannskog.